# Christophe Lebon
Pour les articles homonymes, voir Lebon.
Christophe Lebon, né le 8 novembre 1982 à Pontoise, était un nageur français spécialiste des épreuves de papillon. Il fit ses débuts à Albi puis passa par le lycée sportif Raymond Naves de Toulouse pour finir par la suite au pôle France d'Antibes où il était licencié au Cercle des nageurs d'Antibes. Il était entraîné par Guy Giacomoni et Franck Esposito, ancien médaillé olympique à Barcelone, et ancien détenteur du record du monde sur 200 mètres papillon en petit bassin. Aujourd'hui, il est entraîneur au pôle France d'Antibes.

## Biographie
Christophe Lebon connaît sa première sélection en équipe de France en 2002, lors des Championnats d'Europe en petit bassin à Riesa (Allemagne). Il commence alors une longue période d'apprentissage, faisant chaque année partie de l'équipe de France, mais sans pour autant montrer sa valeur. 
En mai 2004, il participe aux Championnats d'Europe de Madrid, finissant 9e sur 100 mètres papillon, restant aux pieds d'une première finale continentale. Ce n'est qu'en 2006, lors des Championnats d'Europe de Budapest, que Christophe crée la surprise en se qualifiant pour la finale du 200 mètres papillon, mais aussi en se qualifiant pour ses premiers Championnats du Monde, ceux de Melbourne en 2007, devenant ainsi le deuxième meilleur nageur français de tous les temps dans cette discipline.
Aux Championnats d'Europe en petit bassin de Debrecen en décembre 2007, Christophe se classe 4e du 200 m papillon. Classé au même rang en avril 2008 aux Championnats d'Europe en grand bassin à Eindhoven, Christophe récupère finalement la médaille de bronze à la suite du déclassement du vainqueur pour dopage.
En mai 2008, il obtient 2 billets pour les Jeux olympiques de Pékin. Il repart de Dunkerque, ville hôte des championnats de France de natation, avec 4 titres, dont deux en relais.

## Records personnels
Grand bassin
- 100 mètres papillon : 52 s 25 (Dunkerque, 26 avril 2008)
- 200 mètres papillon : 1 min 56 s 54  (Dunkerque, 23 avril 2008)

Petit bassin
- 100 mètres papillon : 52 s 82 (Nîmes, 7 décembre 2007)
- 200 mètres papillon : 1 min 55 s 08 (Debrecen, 15 décembre 2007)

### Évolution de ses records personnels
100 mètres papillon
- 2002	Millau	        54 s 76
- 2003	Daegu            54 s 30
- 2004	Dunkerque	53 s 99
- 2005  Nancy           53 s 73
- 2006  Tours           53 s 34
- 2007  Bangkok      53 s 74
- 2008	Dunkerque	52 s 25

200 mètres papillon
- 2002	Millau	           2 min 3 s 92
- 2003  Cannet            2 min 6 s 16
- 2004  Montpellier     2 min 5 s 20
- 2005  Izmir                2 min 2 s 57
- 2006  Budapest        1 min 57 s 47
- 2007  Paris                1 min 58 s 83
- 2008  Dunkerque      1 min 56 s 54